# Estadio Franco Ossola
El Estadio Franco Ossola (en italiano: Stadio Franco Ossola), también llamado Velodromo Luigi Ganna es un estadio de fútbol de la ciudad italiana de Varese, Lombardía. En él disputa sus partidos como local el A.S. Varese 1910.
Construido en 1935, conocido originalmente como Stadio del Littorio, en 1950 cambió su nombre en memoria de Franco Ossola, futbolista del Varese que también jugó en el Torino F.C. y falleció en 1949 en la tragedia de Superga. 
El estadio cuenta además con un velódromo y una pista de atletismo actualmente en desuso. En 1971 se disputó en él el Campeonato Mundial de Ciclismo en Pista.
En los mejores años del A.S. Varese 1910 en Serie A, el estadio ha llegado a acomodar hasta 23.000 espectadores, capacidad que con el paso de los años se ha reducido a más de la mitad por razones de seguridad, hasta llegar a los 9.926 de hoy en día.